# The Entertainer

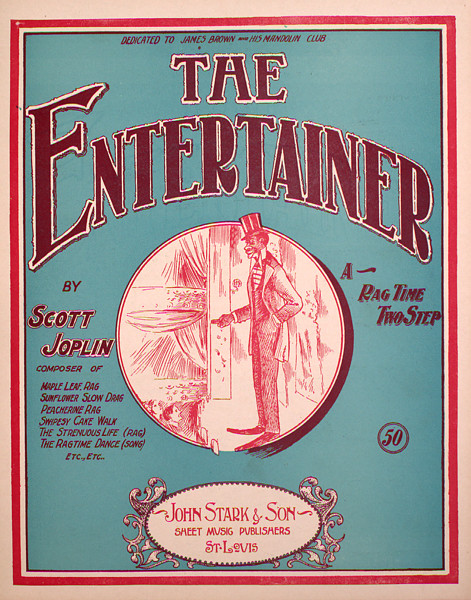
Okładka nut Entertainera

The Entertainer – ragtime skomponowany przez Scotta Joplina w 1902 r.
Utwór został wykorzystany jako główny motyw muzyczny w osadzonym w realiach lat trzydziestych filmie Żądło z 1973 r., mimo że szczyt popularności ragtime'u jako kompozycji przypadał na lata wcześniejsze. W tym samym roku wykonanie Marvina Hamlischa osiągnęło trzecie miejsce na liście przebojów czasopisma muzycznego "Billboard".
Podtytuł kompozycji to A rag time two step, co było cechą powszechną ragtime'ów z tamtego okresu. Utwór utrzymany jest w tonacji C-dur.

## The Entertainerw kulturze
- W Stanach Zjednoczonych The Entertainer jest motywem wykorzystywanym przez obwoźnych sprzedawców lodów dla poinformowania klientów o swojej obecności w okolicy[3].
- Wśród wariacji na temat The Entertainer znajduje się kompozycja Entercontainer Waldemara Malickiego.
- Zrzeszenie amerykańskich wydawców muzyki Recording Industry Association of America umieściło The Entertainer na dziesiątym miejscu zestawienia Songs of the Century[4].